# Antoni Ginard Bujosa
Antoni Ginard Bujosa (Palma, 1956) és un geògraf, antropòleg, investigador i historiador mallorquí, professor de Ciències de la Terra a la Universitat de les Illes Balears, especialitzat en temes sobre aprofitament urbà de l'aigua, història de la cartografia de les Illes Balears, toponímia i evolució del territori, cultura popular i patrimoni. Es va llicenciat en Geografia en 1980, obtingué el Grau de Llicenciat el 1984, i aconseguí el doctorat en la mateixa matèria el 1992.

## Obres destacades
És autor o coautor de nombroses obres. Ha col·laborat a l'Enciclopèdia de Menorca i a la Gran Enciclopèdia de Mallorca.
- La terra i el temps. De cap a cap d'any. Calendari rural de l'illa de Mallorca (1989) amb Andreu Ramis —reeditat el 2000[1] i el 2014.[6] Segons Antònia Sitjar: «un aplec, en un format breu, d’una diversitat d’aspectes heretats de la cultura popular tradicional, que resumeixen una cosmovisió, mes a mes, del cicle del treball i de la vida».[7]
- La cartografia mallorquina (1995)
- Evolució històrica de l'abastament d'aigua a Palma (1800-1995): un debat permanent (1995)
- La cartografia mallorquina a Mallorca (2002)[8]
- Sant Josep del Terme (1878-2003). Crònica de 125 anys de la parròquia (2004)
- Toponímia històrica i territori. Benigalip, Manresa, Llorito, Lloret (2008)
- L'Atles de les Illes Balears de Lluís XIV. Recull de mapes de les costes de Catalunya i de les illes de Mallorca, Menorca i Eivissa (2010)
- Llorito i la independència municipal. De les corts de Cadis (1812-1814) al Trienni Liberal (1820-1823) (2014)
- Art de Conró. Mallorca, 1747 (2015).[9]